# Zespół Łucji Frey
Zespół Łucji Frey, zespół Frey, zespół uszno-skroniowy, zespół nerwu uszno-skroniowego – zespół smakowego pocenia i przekrwienia, opisany po raz pierwszy przez polską neurolożkę Łucję Frey w 1923 roku. Objawy tego schorzenia związane są z obszarem unerwionym przez nerw uszno-skroniowy i występują podczas spożywania pokarmów.

## Etiopatogeneza
Choroba związana jest z unerwieniem ślinianki przyusznej przez nerw uszno-skroniowy (i czasami nerw uszny wielki) i występuje w około 25% przypadków po jego uszkodzeniu. Nerw może zostać uszkodzony wskutek jego jatrogennego przecięcia podczas zabiegu operacyjnego (parotidektomia) albo w wyniku zmian ropnych w obrębie miąższu ślinianki przyusznej. Zespół ten może występować także po resekcji zwoju szyjnego górnego, operacji Crile’a, nastawianiu złamań wyrostka kłykciowego żuchwy.

## Teorie powstawania zespołu
- teoria Łucji Frey (1923[1][2]) – z powodu uszkodzenia ślinianki przyusznej następuje przewlekłe podrażnienie nerwu uszno-skroniowego i jego wzmożona pobudliwość odruchowa w zakresie gałęzi unerwiających naczynia krwionośne i gruczoły potowe twarzy
- teoria Thomasa (1927[3]) – przez wrastanie regenerujących się włókien nerwowych wydzielniczych do nerwów mających inną funkcję powstaje patologiczny łuk odruchowy, za pośrednictwem którego bodźce kierowane są do gruczołów potowych i naczyń krwionośnych skóry twarzy
- teoria humoralna – wskutek przerwania unerwienia gruczołów potowych reagują one pobudzeniem na podprogowe bodźce wydzielnicze z powodu  patologicznego unerwienia
- teoria Lista i Peeta (transaxonal excitation) (1938[4][5]) – w efekcie zniszczenia unerwienia współczulnego powstaje nadwrażliwość w układzie przywspółczulnym
- teoria Choróbskiego (1951) – pobudzenie w prawidłowo regenerujących się włóknach współczulnych wywołują potencjały z sąsiednich włókien wydzielniczych ślinianki
- teoria alergiczna – pobudzenie następuje w rezultacie wzmożonej wrażliwości na histaminę i acetylocholinę

## Objawy i przebieg
W przebiegu zespołu Łucji Frey obserwuje się trzy grupy objawów:
- objawy naczynioruchowe – zaczerwienienie skóry spowodowane rozszerzeniem naczyń (łac. vasodilatatio)
- objawy wydzielnicze – nadmierna potliwość (łac. hyperhydrosis)
- objawy bólowe – mrowienie i uczucie palenia skóry policzka – nadwrażliwość (łac. hyperaesthesia).

## Leczenie
Wstrzykiwanie w skórę toksyny botulinowej prowadzi do kilkumiesięcznej poprawy, a nawet całkowitego zaniku objawów, po czym następuje stopniowy nawrót objawów chorobowych.
Leczenie farmakologiczne:
- alkoholowa neuroliza n.uszno-skroniowego
- znieczulenie miejscowe śluzówki jamy ustnej
- środki antycholinoergiczne
- zewnątrzustne stosowanie chlorku glinu

Leczenie chirurgiczne:
- wycięcie skóry dotkniętej schorzeniem
- podścielenie skóry powięzią
- przecięcie nerwu językowo-gardłowego
- resekcja nerwu uszno-skroniowego
- neurektomia nerwu bębenkowego